# ليمان ويلينغتون ثاير
ليمان ويلينغتون ثاير (بالإنجليزية: Lyman Wellington Thayer)‏ هو سياسي أمريكي، ولد في 30 أكتوبر 1854، وتوفي في 8 فبراير 1919. حزبياً، نشط في الحزب الجمهوري. وقد انتخب عضو جمعية ولاية ويسكونسن.